# Goodyera repens
Goodyera repens, és una espècie d'orquídia. Es considera que la seva llavor, que només pesa una millonèsima de gram, és la llavor que menys pesa del món.
És una planta reptant subterrània, estolonífera, pubescent glandulosa; 3-4 fulles inferiors peciolades, ovades subagudes amb nerviació reticulada; limbe d'1,5-3 x 1-2 cm. amb tiges que ocasionalment surten a la superfície, fa de 10 a 30 cm d'alt. A l'estiu aquestes tiges porten flors blanques, flairoses, disposades en espiral. Aquestes flors s'orienten en direcció al Sol.
Goodyera repens es troba en boscos o torberes d'Euràsia, és l'única espècie del seu gènere a Europa. Als Països Catalans només apareix a Catalunya en alguns llocs dels Pirineus en pinedes i avetoses, entre els 1.000 i 1.800 metres d'altitud, floreix de juliol a agost. També hi ha alguns exemplars a l'interior de Castelló.
És una planta rara però a Escandinàvia és l'orquídia més comuna. També es troba al Canadà i nord dels Estats Units. Generalment es troba en boscos de més de 95 anys.
Com altres orquídies viu en simbiosi amb fongs mycorrhiza (Ceratobasidium cornigerum o Rhizoctonia goodyearae-repentis).
La pol·linitzen els borinots i també es reprodueix vegetativament.